# Resort de Alpensia

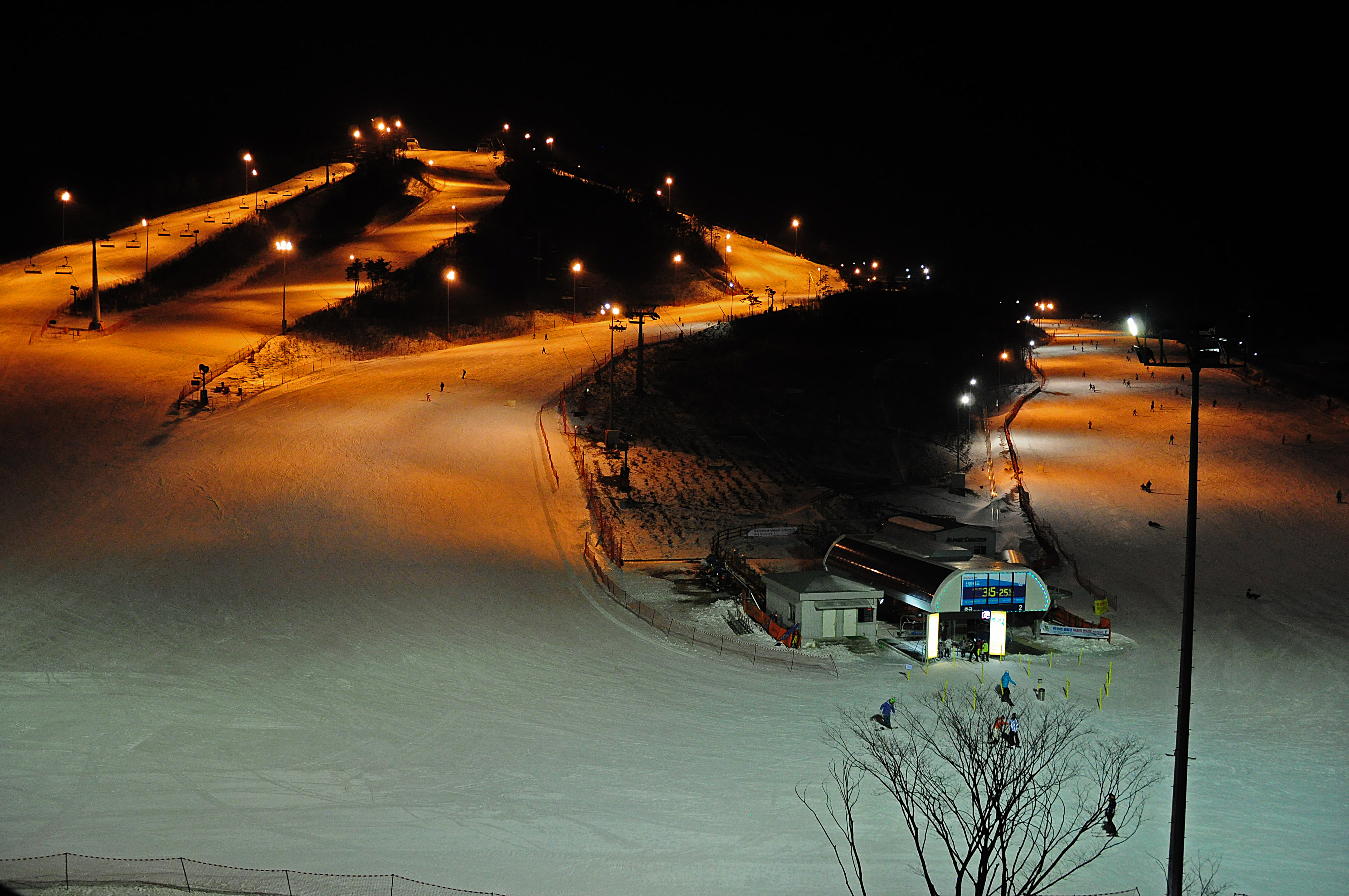
Esqui noturno na estação de esqui Alpensia, Coreia do Sul.

O Resort de Alpensia (em coreano:  알펜시아 리조트) é um ski resort e uma atração turística da Coreia do Sul. Ele está localizado no território do município de Daegwallyeong-myeon, no condado de Pyeongchang.

## Visão geral
A estância de ski fica a cerca de 2 horas e meia, a partir de Seul ou do Aeroporto de Incheon, praticamente a partir de qualquer auto-estrada.
Alpensia tem seis pistas para esqui e snowboard, com corridas até a 1,4 km (0,87 mi) de comprimento, para principiantes e esquiadores avançados, e uma área reservada para os praticantes de snowboard. Enquanto o resort está aberto todo o ano, o período sem neve, transforma o fundo das pistas em um florido campo silvestre com estimativa de 100.000 metros quadrados. 
No resort encontram-se três hoteis - Intercontinental Hotel, Holiday Inn Hotel e o Holiday Inn Suites.

## Jogos Olímpicos de Inverno de 2018
O Alpensia Resort foi o centro de desportos ao ar livre, de Pyeongchang 2018.
Os locais foram os seguintes:
- Estádio Alpensia de Salto de Esqui – salto de Esqui, combinado Nórdico
- Centro de Biatlo Alpensia – Biathlon
- Centro Nórdico Alpensia – esqui Cross-country, combinado Nórdico
- Centro de Eslaides Alpensia – Luge, o bobsleigh e esqueleto

Além disso, Alpensia foi o local de uma Vila Olímpica e o Yongpyong Ski Resort foi palco para o esqui alpino eventos técnicos (slalom e slalom gigante). Os eventos de velocidade de downhill, super-G, e combinado foram realizados no Jeongseon Alpine Centre.
Após as Olimpíadas, Alpensia também sediou os Jogos Paralímpicos de Inverno.